# Watch Me
Watch Me – piosenka wykonywana przez amerykańskie piosenkarki pop - Bellę Thorne i Zendayę. Została ona wyprodukowana przez Bena Charlesa, Aarona Harmona, i Jima Wesa, którzy są także współautorami utworów ścieżki dźwiękowej Shake It Up: Break It Down. Został wydany jako drugi singiel na albumie w dniu 21 czerwca 2011 roku przez Walt Disney Records. Regularna wersja piosenki jest pierwotnie śpiewana przez Margaret Durante i znajduje się również na ścieżce dźwiękowej.

## Tło
"Watch Me" jest drugim singlem ze ścieżki dźwiękowej Shake It Up: Break It Down. Po raz pierwszy usłyszano ją w pierwszym odcinku serialu w oryginalnej wersji śpiewanej przez Margaret Durante, którego premiera odbyła się 7 listopada 2010 w Ameryce Północnej. Dziewczyny nagrały cover w kwietniu 2011 roku do tego utworu. Oryginalny utwór został przesłuchany w kilku odcinkach Taniec rządzi.

## Teledysk
Teledysk został wydany 17 czerwca 2011, podczas seryjnej premiery serialu Nadzdolni w USA.

## Listy przebojów
| Lista (2011)         | Najlepsza pozycja |
| -------------------- | ----------------- |
| US Billboard Hot 100 | 86                |
| US Top Heatseekers   | 9                 |